# Glasin
Glasin település Németországban, Mecklenburg-Elő-Pomeránia tartományban. Lakosainak száma 800 fő (2023. december 31.).

## Népesség
A település népességének változása:
| Lakosok száma | 774  | 790  | 802  | 793  | 800  |
|               | 2017 | 2019 | 2021 | 2022 | 2023 |